# Vlag van het Secretariaat van de Pacifische Gemeenschap
De vlag van het Secretariaat van de Pacifische Gemeenschap is een symbool dat wordt gebruikt om het Secretariaat van de Pacifische Gemeenschap, een internationale organisatie in Oceanië, te vertegenwoordigen. De huidige vlag werd aangenomen op 6 december 1999 tijdens een conferentie in Papeete.
De huidige vlag bestaat uit een cirkel van sterren (een ster voor elk lid van de organisatie), aangevuld met een boog. De boog staat voor het secretariaat dat de landen met elkaar verbindt. Binnen de cirkel staat een embleem bestaande uit een zeil, een oceaan en een palmboom. Het zeil en de oceaan symboliseren verbinding en uitwisseling, terwijl het zeil zelf een kano voorstelt en beweging en verandering symboliseert. De palmboom symboliseert rijkdom. De kleuren zijn bedoeld om de heldere nachtelijke hemel van de Stille Oceaan te weerspiegelen (het donkerblauwe veld en de witte sterren). Het turquoise zeil, de boog en de onderste golf symboliseren de jeugd en de eilandketens van de regio.
De voormalige vlag had op het blauwe veld een witte ring, waarvan het rechterondergedeelte was vervangen door een ketting van kleine gouden sterren. Boven de sterren was een kleine witte palmboom.